# لويز دين
لويز دين (بالإنجليزية: Shiva)‏ هي مغنية بريطانية، ولدت في 4 أبريل 1971، وتوفيت في 18 يونيو 1995.

## روابط خارجية
- لويز دين على موقع ميوزك برينز (الإنجليزية)
- لويز دين على موقع أول ميوزيك (الإنجليزية)
- لويز دين على موقع ديسكوغز (الإنجليزية)